# Hippelates angulicornis
Hippelates angulicornis är en tvåvingeart som först beskrevs av Malloch 1934.  Hippelates angulicornis ingår i släktet Hippelates och familjen fritflugor. Inga underarter finns listade i Catalogue of Life.